# Nomada tesaceobalteata
Nomada tesaceobalteata är en biart som beskrevs av Cameron 1910. Nomada tesaceobalteata ingår i släktet gökbin, och familjen långtungebin. Inga underarter finns listade i Catalogue of Life.